# Poecilopsis rufescens
Poecilopsis rufescens är en fjärilsart som beskrevs av Harrison. Poecilopsis rufescens ingår i släktet Poecilopsis och familjen mätare. Inga underarter finns listade i Catalogue of Life.